# Prasinocyma sororcula
Prasinocyma sororcula är en fjärilsart som beskrevs av W. Warren 1907. Prasinocyma sororcula ingår i släktet Prasinocyma och familjen mätare. Inga underarter finns listade i Catalogue of Life.